# SN 2006gn
SN 2006gn – supernowa typu Ia odkryta 28 sierpnia 2006 roku w galaktyce A231118+0030. W momencie odkrycia miała maksymalną jasność 20,20m.